# Хвасон-7
Хвасон-7  (хангиль《화성-7》형}}, ханча 火星 7型,
латиніз. Hwasong-7 або Hwaseong-7), також відома як Родон-1 (хангиль 로동 (півн.), 노동 (півд.) 1호; ханча: 蘆洞 1號, латиніз. Nodong-1) — північно-корейська одноступенева мобільна балістична ракета середньої дальності на рідкому паливі.
Розроблена в середині 1980-х років і є збільшеною адаптацією радянських ракет Р-17 «Ельбрус» (Scud за класифікацією НАТО). Кількість виготовлених ракет оцінюється приблизно у 200—300 одиниць.
За оцінками Національного центру повітряно-космічної розвідки ВПС США, станом на червень 2017 року було розгорнуто менш ніж 100 пускових установок.
Варіант Нодон-1M має іншу назву Хвасон-9.
Дизайн цієї ракети вплинув на дизайн пакистанської Ghauri-1, а також іранської Shahab-3.

## Огляд

Розрахункова максимальна дальність деяких північнокорейських ракет.

Вважається, що Північна Корея отримала проєкти Р-17 від Єгипту та, можливо, модифіковані конструкції від Китаю, що дозволило їй відтворити ці ракети зі збільшенням відстані враження. Розвідувальні супутники США вперше виявили цей тип ракет у травні 1990 року на випробувальному пусковому комплексі Мусудан-ні на північному сході Північної Кореї.
Точні можливості та характеристики ракети невідомі; навіть сам факт її виробництва та розміщення викликає суперечки. Це Р-17, площа поперечного перерізу якої збільшена приблизно вдвічі, з діаметром 1250 мм і довжиною 15600 мм.
Ракета має стабільну аеродинамічну конструкцію, що зменшує потребу в сучасних активних системах стабілізації під час польоту в більш щільних нижніх шарах атмосфери. Конструкція ракети дозволяє заправити її лише у вертикальному положенні, тому її не можна заправляти паливом перед транспортуванням, як більшість сучасних ракет. Радіус дії оцінюється як 900 км з корисним навантаженням 1000 кг.
5 вересня 2016 року Північна Корея здійснила випробування трьох ракет Хвасон-7 поспіль, і всі вони пролетіли близько 1000 км, приземлившись у зоні ідентифікації ППО Японії.
Кругове імовірне відхилення оцінюється в 1-2 км . Вважається, що Північна Корея має приблизно 300 ракет Хвасон-7  і менше ніж 50 мобільних пускових установок.
Технологія Хвасон-7 таємно експортувалася до іноземних держав (Іран і Пакистан) у таємниці на основі взаємного обміну технологіями, причому найбільшим бенефіціаром був Іран. Успішні варіанти були випробувані та розгорнуті ним після розробки заснованої на Хвасон-7 ракети Шахаб-3.
Пакистан же спочатку потерпав від неодноразових невдач через наданий йому помилковий дизайн, але врешті у 1998 році зміг виправити концептуальний дизайн ракети та електронну систему шляхом зворотного проектування. Вважається, що розроблена пізніше дослідницькими лабораторіями Kahuta Research Labs ракета Гаурі, прийнята на озброєння у 2003, може бути переробленою моделлю Хвасон-7.
Кілька ракет Хвасон-7 були запущені під час північнокорейських ракетних випробувань у 2006 році та ще дві під час випробувань у 2014 році .
Хоча орієнтовна дальність цієї ракети становить 1000—1500 км, запущені в березні 2014 року ракети пролетіли лише 650 км. Дальність польоту була скорочена завдяки збільшенню кута пуску. Ракети пролетіли на висоті 160 км зі швидкістю 7 Махів (8575 км/год). Американські та південнокорейські перехоплювачі Patriot PAC-2/3 більш спеціалізовані для ураження балістичних ракет на висоті до 40 км.
5 вересня 2016 року Північна Корея випустила три ракети Хвасон-7 по Японському морю на відстань близько 1000 км. Це свідчить, що ця ракета з моменту її першого успішного запуску в 1993 році стала придатною для успішного застосування. Рада Безпеки ООН засудила запуски ракет Північною Кореєю. 
Щоб забезпечити перехоплення подібних ракет на великих висотах, Південна Корея самостійно розробляє ракету «земля-повітря» великої дальності. 8 липня 2016 року США погодилися розгорнути одну систему протиракетної оборони THAAD в окрузі Сонджу на півдні Південної Кореї.

## Оператори

### Поточні
- Північна Корея
- Єгипет
- Пакистан (як Hatf 5 Ghauri)
- Сирія[21]

### Колишні
- Лівія (до її роззброєння[en])